# Жешувский окружной музей

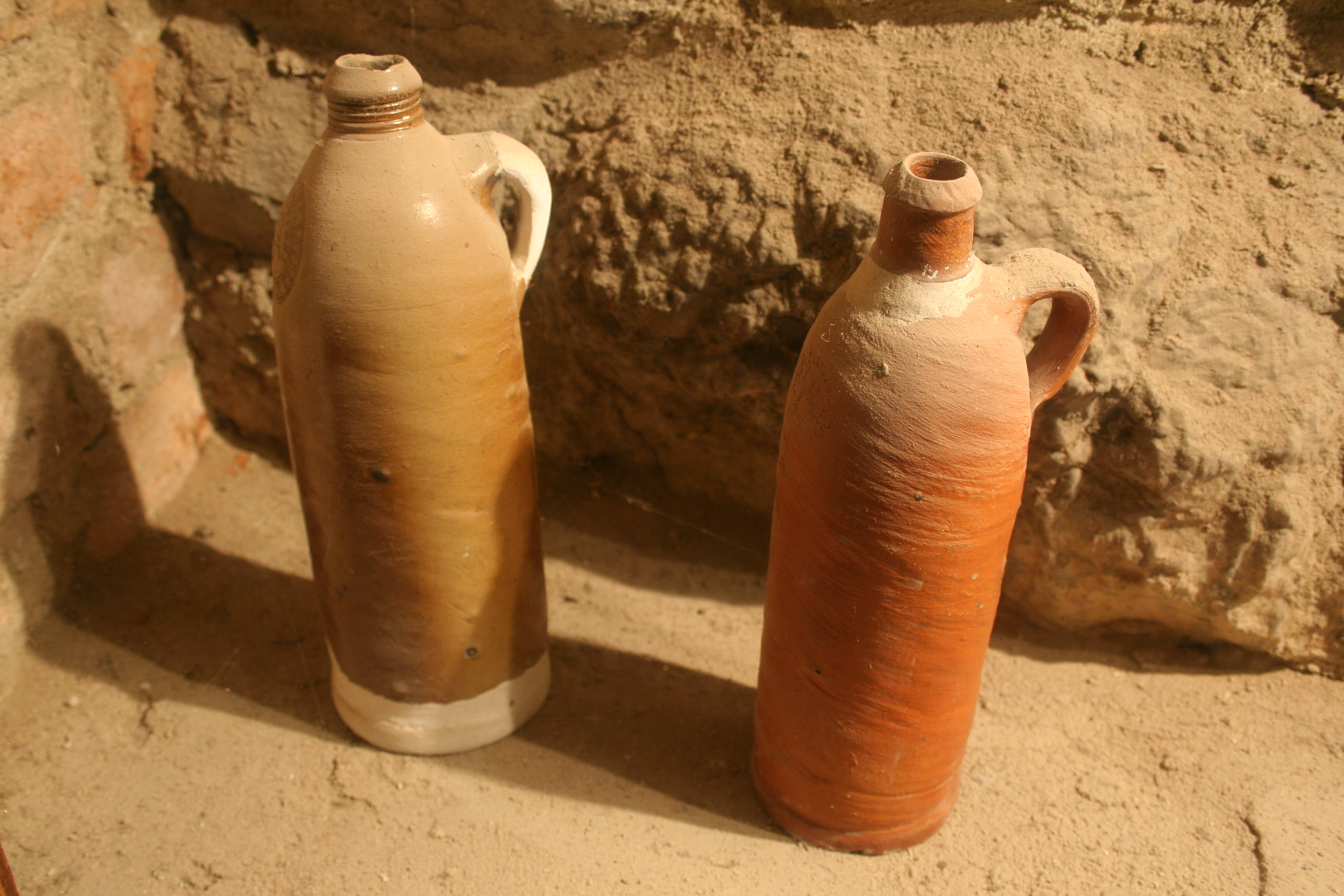
Глиняная керамика в подземной экспозиции

Окружной музей (пол.  Muzeum Okręgowe w Rzeszowie) — музей, находящийся в городе Жешув Подкарпатского воеводства, Польша. Зарегистрирован в Государственном реестре музеев. Главное здание музея находится на улице 3 мая, 19.
Музей был основан в 1935 году. В настоящее время собрание музея содержит около 24 тысячи экспонатов. В здании на улице 3 мая находится основная экспозиция музея. В этом здании, построенном по проекту архитектора Яна Цангера между 1644—1649 годами, ранее размещался монастырь монашеского ордена пиаров, который просуществовал в нём с 1655 по 1784 год. В 1695—1708 годах здание было перестроено в стиле позднего барокко по проекту архитектора Тыльмана из Гамерена. После закрытия монастыря здание использовалось в светских целях. В 30-е годы музей носил название «Общественный институт». C 1945 года музей назывался как «Музей города Жешува», в 1951 году был переименован в Окружной музей Жешува. С 1954 года в здании располагается администрация музея. В настоящее время в главном здании на улице 3 мая размещаются экспозиции по археологии, искусству, истории, музейная библиотека и отдел консервации предметов искусства.
Наиболее ценной коллекцией музея является собрание под названием «Галерея рода Домбских», которая была передана в дар городу. Одной из главной экспозиции музея является подземный туристический маршрут, проходящий под площадью Рынок. На этом маршруте демонстрируются различные экспонаты, начиная с XIV века и до Второй мировой войны.
В музей также входят филиальные отделы Этнографический музей, Музей истории города и Биографический музей Юлиана Пшибося в населённом пункте Гвозьница-Дольна.